# Закон Бэра

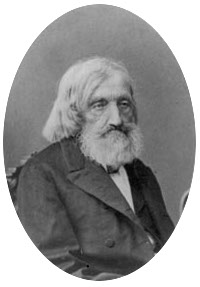
K. Бэр

Зако́н Бэ́ра (также эффект Бэра) — теория, согласно которой в Северном полушарии реки, текущие в направлении, близком к направлению меридиана (с севера на юг или с юга на север), больше подмывают правый берег, а такие же реки Южного полушария — левый.
Теория объясняет асимметрию склонов речных долин.

## История
Закон был сформулирован в 1857 году Карлом Бэром по наблюдениям 1855 года.

## Природа явления
В основе закона лежит принцип Г. Кориолиса, согласно которому на материальную точку, двигающуюся горизонтально относительно вращающейся Земли, действует сила Кориолиса, вызывающая ускорение точки вправо в Северном и влево — в Южном полушарии.
Согласно Альберту Эйнштейну (см. парадокс чайного листа), эффект Бэра объясняется совместным действием силы Кориолиса и силы трения, создающими вращательное движение масс воды вокруг оси русла. Возникающая при этом поперечная циркуляция вызывает русловой процесс размывания одного берега и перенос нерастворимых отложений на другой берег, что и приводит к изменению русла и асимметрии береговых склонов.

### Синонимы
- Принцип Г. Кориолиса.
- Закон К. Бэра — Ж. Бабине.